# Maria Ohisalo
Maria Karoliina Ohisalo (Helsinki, 8 de marzo de 1985) es una investigadora y política finlandesa. Es miembro de la Liga Verde y se ha desempeñado como líder del partido desde 2019. En las elecciones parlamentarias de 2019 fue elegida con 11 797 votos. Fue nombrada ministra del Interior en el gobierno de Rinne y continuó con sus funciones en el posterior gobierno de Marin.
Ohisalo se desempeñó como líder interina de la Liga Verde después de que Touko Aalto renunciara en septiembre de 2018. Ella fue la única candidata en la elección de liderazgo de la Liga Verde que se llevó a cabo en junio de 2019. Copresidió la Unión de Jóvenes y Estudiantes Verdes de 2013 a 2014 y ha sido miembro del Ayuntamiento de Helsinki desde 2017 y diputada desde 2019.

## Biografía

### Primeros años y estudios
Ohisalo nació en 1985 en Vesala, en el este de Helsinki. Ohisalo vivió su infancia en la pobreza en los suburbios de Helsinki. Pasó su primer cumpleaños en un refugio. Experimentó la pobreza en su infancia, ya que sus padres a menudo estaban desempleados y pasó un año en un refugio. El problema del alcohol de su padre provocó la separación de sus padres. Sin embargo, su madre continuó sus estudios y trabajaba por las tardes y los fines de semana. María participó activamente en el fútbol y el atletismo desde muy joven.
Ohisalo se graduó del Gymnasium deportivo Mäkelänrinne en 2004 y recibió una maestría en ciencias sociales de la Universidad de Helsinki en 2011.
En 2017, Ohisalo defendió su doctorado en sociología en el Departamento de Ciencias Sociales de la Universidad de Finlandia Oriental. Para su trabajo de doctorado, Ohisalo estudió ayuda alimentaria y a personas sin hogar a largo plazo en el Centro de Conocimientos Sociales Socca en el Área Metropolitana de Helsinki, bajo los auspicios de la Agencia de Salud y Social de la Ciudad de Helsinki. Durante sus estudios de 2014 a 2017, Ohisalo fue miembro de la Federación de Estudiantes de Educación Superior en Ciencias Sociales.
Trabajó como investigadora en la Fundación Y.

### Carrera política
Ohisalo se unió a la Liga Verde en 2008. En 2010, fue elegida miembro del consejo de la iglesia parroquial de Kallio (Iglesia Evangélica Luterana de Finlandia), pero renunció cuando se mudó fuera del área en octubre de 2011. Ohisalo fue miembro del Grupo de Programación de Políticas Sociales y de Salud de la Unión Verde de 2010 a 2011. Además, fue presidenta del Grupo de Trabajo de Asuntos Internacionales de la Federación de Jóvenes y Estudiantes Verdes en 2011.
En 2012, fue miembro del directorio de la organización y responsable de asuntos internacionales. También, fue presidenta del Grupo de Trabajo de Jóvenes sobre el Futuro de la Cooperación Nórdica en el Ministerio de Relaciones Exteriores. Ese año, además, fue miembro de la junta directiva de la Liga Juvenil Nórdica. En las elecciones municipales de Helsinki de 2012, Ohisalo recibió 612 votos y se convirtió en delegada adjunta.
En 2013, fue miembro de la Junta de la Juventud y miembro de la Junta del Distrito Hospitalario de Helsinki y Uusimaa durante el resto de 2014-2017. También en 2013, fue elegida copresidenta de la Federación de Jóvenes y Estudiantes Verdes junto con Veli-Matti Partanen y en 2014 junto con Aaro Häkkinen. Fue miembro del consejo del partido de 2013 a 2015. Ohisalo fue candidata a las elecciones al Parlamento Europeo de 2014 y recibió 3.089 votos.
En junio de 2015, fue elegida vicepresidenta de la Liga Verde. También fue candidata para las elecciones parlamentarias de 2015 y recibió 4.087 votos, que fueron solo 109 votos menos de los necesarios para ser elegida. De 2015 a 2018, fue miembro del consejo parroquial de Helsinki y del consejo de la parroquia de Paavali (San Pablo).
Ohisalo fue elegida para el Ayuntamiento de Helsinki con 4.400 votos en las elecciones municipales de 2017. El mismo año fue nominada para la presidencia de la Liga Verde en la votación preelectoral entre los miembros del partido antes del congreso del partido de Tampere y llamó la atención después de acercarse al segundo lugar entre los seis candidatos a pesar de ser relativamente desconocida. El 18 de septiembre de 2018, Ohisalo fue nombrada vicepresidenta oficial de los Verdes, mientras que Touko Aalto estaba de baja por enfermedad.

#### Miembro del parlamento y ministra
Fue nominada para las elecciones parlamentarias de 2019 y se convirtió en miembro del parlamento en la circunscripción de Helsinki, recibiendo 11 797 votos lo que le permitió ser la séptima candidata más popular del país. En junio de 2019, los Verdes decidieron presentar a Ohisalo como su elección para el cargo de ministra del Interior en el gobierno de Antti Rinne.
En junio de 2019, Ohisalo fue elegida presidenta de los Verdes en el congreso del partido en la ciudad de Pori.

### Vida privada
Ohisalo jugó al fútbol en FC Kontu y FC Viikingit y ha participado en atletismo compitiendo por Helsingin Kisa-Veikot. En la adultez, Ohisalo ha ganado premios en ciclismo en pista. Nintendo ha sido un pasatiempo importante para ella.
El esposo de Ohisalo es Miika Johansson.